# Patriot Whigs

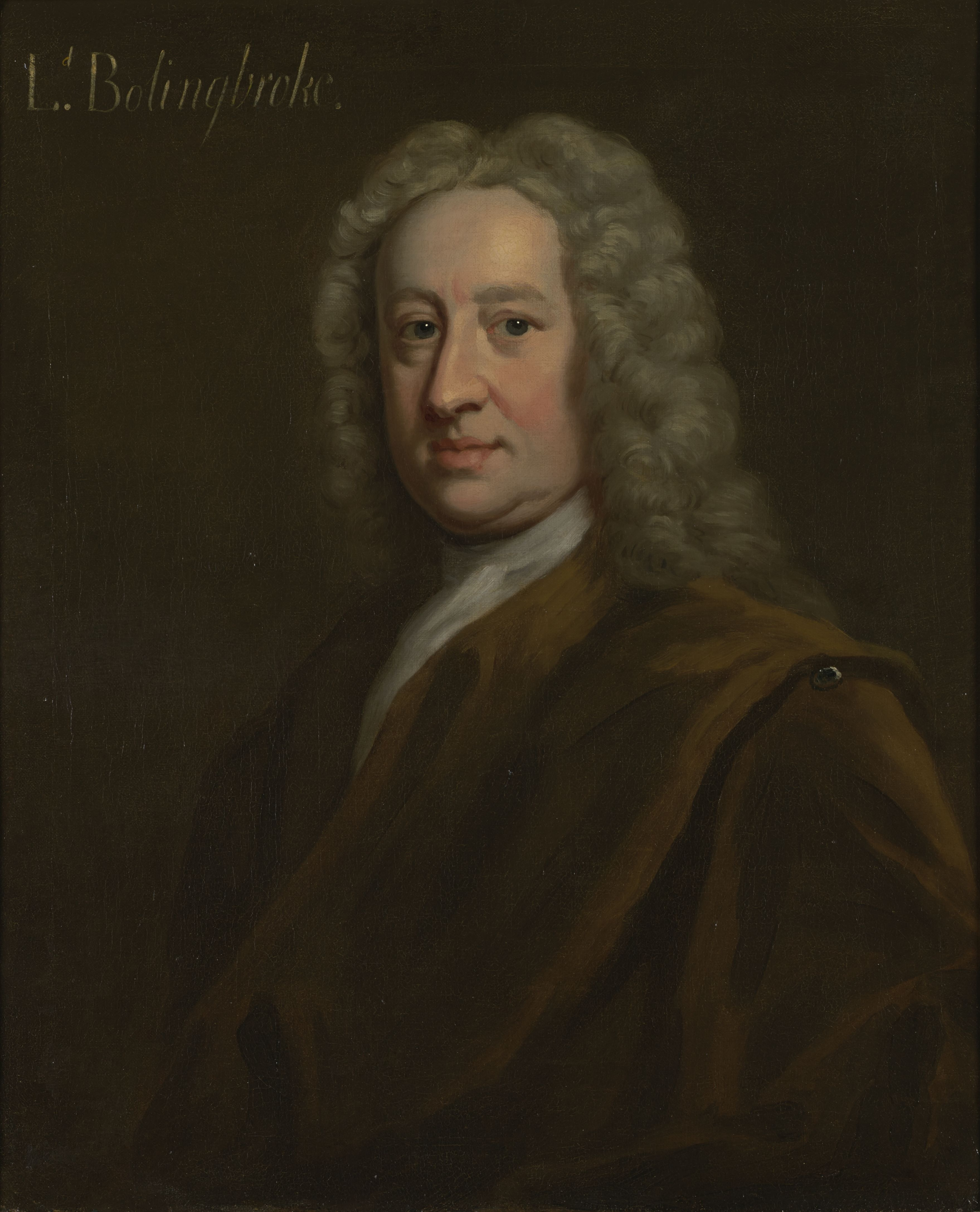
Henry St. John, 1er vicomte Bolingbroke

Les Patriot Whigs et, plus tard Patriot Party, sont une partie du parti Whig en Grande-Bretagne de 1725 à 1803. Le groupe est formé contre le ministère de Robert Walpole à la Chambre des communes en 1725, lorsque William Pulteney (plus tard 1er comte de Bath) et dix-sept autres whigs se sont joints au parti conservateur pour attaquer le ministère. Au milieu des années 1730, il y a plus d'une centaine de whigs d'opposition aux Communes, dont beaucoup embrassent l'étiquette Patriot. Pendant de nombreuses années, ils fournissent une opposition plus efficace à l'administration Walpole que les conservateurs. 
Les Whig Patriots estiment que sous Walpole, l'exécutif était devenu trop puissant en abusant du favoritisme et du patronage du gouvernement au Parlement. Ils ont également attaqué personnellement Walpole, accusé d'être trop partisan, trop important et trop désireux d'écarter ses rivaux potentiels. Il est en outre soupçonné de s'enrichir avec les deniers publics. Le mécontentement contre Walpole parmi ses collègues Whigs avec la crise de la bulle de la mer du Sud et son rôle d '"écran" pour les directeurs de la compagnie (et le fait qu'il avait fait des bénéfices malgré le crash). Sous la reine Anne, les conservateurs ont envoyé Walpole à la tour pour détournements en tant que secrétaire à la guerre, et même des whigs radicaux tels que John Tutchin l' avaient publiquement accusé de détourner de l'argent public. 
En tant que "patriotes" autoproclamés, les Whigs Patriotes critiquent souvent la politique étrangère de la Grande-Bretagne, en particulier sous les deux premiers rois hanovriens. Beaucoup sont convaincus que la politique traditionnelle des whigs de " Pas de paix sans l'Espagne " a été correcte et que Madrid et la France sont potentiellement dangereux pour la Grande-Bretagne. En 1739, leurs attaques au Parlement contre la politique du ministère de Walpole envers l'Espagne contribuent à attiser une colère publique généralisée, qui conduit à la guerre de l'oreille de Jenkins et, finalement, à la chute de Walpole trois ans plus tard pendant la guerre de succession d'Autriche. 
L'une des premières tribunes des Whig Patriots est The Craftsman, un journal fondé en 1726 par Pulteney et Henry St. John, le vicomte Bolingbroke, l'ancien ministre conservateur, qui, pendant une décennie, appelle à une coalition de partis «country» de conservateurs non jacobites et de Whigs de l'opposition pour vaincre Walpole et les Whigs de la Cour. Jonathan Swift, Alexander Pope, John Gay et Henry Fielding ont tous écrit pour The Craftsman . L'idée d'un roi patriote de Bolingbroke (1738; publié 1749) a adopté le langage du «patriotisme» pour critiquer les théories politiques utilisées par Walpole et ses successeurs pour justifier leurs actions. Beaucoup de satires anti-Walpole mélangent les positions des Tory et des Patriot Whig des années 1730. 
Les Whigs Patriotes n'ont jamais la majorité tant que Walpole est resté au pouvoir, et leur cohésion a été sapée en 1742 lorsque certains de leurs dirigeants ont rejoint le gouvernement après la chute de Walpole et l'entrée de Pulteney à la Chambre des Lords. Cependant, William Pitt l'Ancien rassemble autour de lui le "Parti Patriote", et même lorsqu'il est au pouvoir, il continue à utiliser la langue des Whigs Patriotes. Les restes de ceux qui se sont identifiés comme des Patriotes rejoignent plus tard le "parti" officieux de son fils, William Pitt le Jeune. Au fil des décennies, ces associations fourniraient un personnel important et un soutien parlementaire aux ministères.